# 格林維爾 (利比里亞)
格林維爾是西非國家利比里亞的城市，也是錫諾縣的首府，位於該國西部大西洋沿岸，距離首都蒙羅維亞約150公里，建城於1838年，海拔高度5米，2008年人口16,434。
格林维尔以美国人Judge James Green命名，他是密西西比州的前奴隶主，也是最先把自由黑人安置在利比里亚的美国人之一。
5°01′N 9°02′W / 5.017°N 9.033°W